# Kōhaku Uta Gassen
Der Kōhaku Uta Gassen (japanisch 紅白歌合戦 ‚Rot-weißer Gesangswettstreit‘), meist nur „Kōhaku“ genannt, ist ein jährliches Musikprogramm, das seit 1951 im Fernsehen und im Radio an Silvester auf dem öffentlichen japanischen Sender NHK ausgestrahlt wird. Neben Radio und Fernsehen wird die Sendung auch international durch das NHK-Netzwerk und einige Sender des Kabelfernsehens ausgestrahlt.
Die beliebtesten Künstler aus Pop und Enka werden in zwei Mannschaften mit je über 25 Künstlern, die rote Akagumi (赤組 oder 紅組) und die weiße Shirogumi (白組), geteilt. Die Mitglieder der Akagumi sind weiblich oder Gruppen mit weiblichen Sängerinnen, die Mitglieder der Shirogumi sind männlich oder Gruppen mit männlichen Sängern.
Beim Kōhaku aufzutreten ist nur nach Einladung möglich. Es dürfen ausschließlich erfolgreiche Künstler des jeweiligen Jahres oder beliebte Künstler auftreten. Nach wie vor gilt ein Auftritt beim Kōhaku als Ehre und Karrieresprungbrett.
Zusätzlich werden als Jury jedes Jahr Gäste eingeladen, die in dem betreffenden Jahr eine besondere Stellung einnahmen, z. B. Sieger von Sportwettkämpfen, Autoren wichtiger Werke oder Schauspieler von Taiga-Dramen. Etwa eine Viertelstunde vor Mitternacht endet die Sendung. NHK sendet dann Liveübertragungen aus Orten, die im jeweiligen Jahr besonders von Bedeutung waren, und zeigt dabei Menschen beim bzw. bei der Vorbereitung zum Hatsumōde.

## Ergebnisse
| Kōhaku # | Datum             | Führung akagumi                                                      | Führung shirogumi                                                    | Moderation                                                           | Sieger    |
| -------- | ----------------- | -------------------------------------------------------------------- | -------------------------------------------------------------------- | -------------------------------------------------------------------- | --------- |
| 1        | 3. Januar 1951    | Michiko Katō                                                         | Shuuichi Fujikura                                                    | Masaharu Tanabe                                                      | shirogumi |
| 2        | 3. Januar 1952    | Kiyoko Tange                                                         | Shuuichi Fujikura                                                    | Masaharu Tanabe                                                      | shirogumi |
| 3        | 2. Januar 1953    | Suga Honda                                                           | Teru Miyata                                                          | Masayori Shimura                                                     | shirogumi |
| 4        | 31. Dezember 1953 | Takiko Mizunoe                                                       | Keizo Takahashi                                                      | Seigoro Kitade                                                       | akagumi   |
| 5        | 31. Dezember 1954 | Natsue Fukuji                                                        | Keizo Takahashi                                                      | Shōzaburō Ishii                                                      | akagumi   |
| 6        | 31. Dezember 1955 | Teru Miyata                                                          | Keizo Takahashi                                                      | Shōzaburō Ishii                                                      | akagumi   |
| 7        | 31. Dezember 1956 | Teru Miyata                                                          | Keizo Takahashi                                                      | Shōzaburō Ishii                                                      | shirogumi |
| 8        | 31. Dezember 1957 | Takiko Mizunoe                                                       | Keizo Takahashi                                                      | Shōzaburō Ishii                                                      | akagumi   |
| 9        | 31. Dezember 1958 | Tetsuko Kuroyanagi                                                   | Keizo Takahashi                                                      | Shōzaburō Ishii                                                      | akagumi   |
| 10       | 31. Dezember 1959 | Meiko Nakamura                                                       | Keizo Takahashi                                                      | Shōzaburō Ishii                                                      | akagumi   |
| 11       | 31. Dezember 1960 | Meiko Nakamura                                                       | Keizo Takahashi                                                      | Shōzaburō Ishii                                                      | shirogumi |
| 12       | 31. Dezember 1961 | Meiko Nakamura                                                       | Keizo Takahashi                                                      | Toshiaki Hosaka                                                      | shirogumi |
| 13       | 31. Dezember 1962 | Mitsuko Mori                                                         | Teru Miyata                                                          | Shōzaburō Ishii                                                      | shirogumi |
| 14       | 31. Dezember 1963 | Eri Chiemi                                                           | Teru Miyata                                                          | Shōzaburō Ishii                                                      | akagumi   |
| 15       | 31. Dezember 1964 | Eri Chiemi                                                           | Teru Miyata                                                          | Shōzaburō Ishii                                                      | shirogumi |
| 16       | 31. Dezember 1965 | Michiko Hayashi                                                      | Teru Miyata                                                          | Shōzaburō Ishii                                                      | shirogumi |
| 17       | 31. Dezember 1966 | Peggy Hayama                                                         | Teru Miyata                                                          | Shōzaburō Ishii                                                      | akagumi   |
| 18       | 31. Dezember 1967 | Yumiko Kokonoe                                                       | Teru Miyata                                                          | Shōzaburō Ishii                                                      | akagumi   |
| 19       | 31. Dezember 1968 | Kiyoko Suizenji                                                      | Kyū Sakamoto                                                         | Teru Miyata                                                          | shirogumi |
| 20       | 31. Dezember 1969 | Yukari Ito                                                           | Kyū Sakamoto                                                         | Teru Miyata                                                          | akagumi   |
| 21       | 31. Dezember 1970 | Hibari Misora                                                        | Teru Miyata                                                          | Shizuo Yamakawa                                                      | akagumi   |
| 22       | 31. Dezember 1971 | Kiyoko Suizenji                                                      | Teru Miyata                                                          | Shizuo Yamakawa                                                      | shirogumi |
| 23       | 31. Dezember 1972 | Naomi Sagara                                                         | Teru Miyata                                                          | Shizuo Yamakawa                                                      | akagumi   |
| 24       | 31. Dezember 1973 | Kiyoko Suizenji                                                      | Teru Miyata                                                          | Shizuo Yamakawa                                                      | akagumi   |
| 25       | 31. Dezember 1974 | Naomi Sagara                                                         | Shizuo Yamakawa                                                      | Masao Domon und Yōzō Nakae                                           | akagumi   |
| 26       | 31. Dezember 1975 | Naomi Sagara                                                         | Shizuo Yamakawa                                                      | Hiroshi Aikawa                                                       | shirogumi |
| 27       | 31. Dezember 1976 | Naomi Sagara                                                         | Shizuo Yamakawa                                                      | Hiroshi Aikawa                                                       | akagumi   |
| 28       | 31. Dezember 1977 | Naomi Sagara                                                         | Shizuo Yamakawa                                                      | Hiroshi Aikawa                                                       | shirogumi |
| 29       | 31. Dezember 1978 | Mitsuko Mori                                                         | Shizuo Yamakawa                                                      | Hiroshi Aikawa                                                       | shirogumi |
| 30       | 31. Dezember 1979 | Kiyoko Suizenji                                                      | Shizuo Yamakawa                                                      | Yōzō Nakae                                                           | akagumi   |
| 31       | 31. Dezember 1980 | Tetsuko Kuroyanagi                                                   | Shizuo Yamakawa                                                      | Yōzō Nakae                                                           | akagumi   |
| 32       | 31. Dezember 1981 | Tetsuko Kuroyanagi                                                   | Shizuo Yamakawa                                                      | Keiichi Ubukata                                                      | shirogumi |
| 33       | 31. Dezember 1982 | Tetsuko Kuroyanagi                                                   | Shizuo Yamakawa                                                      | Keiichi Ubukata                                                      | akagumi   |
| 34       | 31. Dezember 1983 | Tetsuko Kuroyanagi                                                   | Kenji Suzuki                                                         | Tamori                                                               | shirogumi |
| 35       | 31. Dezember 1984 | Mitsuko Mori                                                         | Kenji Suzuki                                                         | Keiichi Ubukata                                                      | akagumi   |
| 36       | 31. Dezember 1985 | Masako Mori                                                          | Kenji Suzuki                                                         | Masaho Senda                                                         | akagumi   |
| 37       | 31. Dezember 1986 | Yuki Saito und Yoriko Mekata                                         | Yūzō Kayama und Masaho Senda                                         | Seiichi Yoshikawa                                                    | shirogumi |
| 38       | 31. Dezember 1987 | Akiko Wada                                                           | Yūzō Kayama                                                          | Seiichi Yoshikawa                                                    | akagumi   |
| 39       | 31. Dezember 1988 | Akiko Wada                                                           | Yūzō Kayama                                                          | Keiko Sugiura                                                        | shirogumi |
| 40       | 31. Dezember 1989 | Yoshiko Mita                                                         | Tetsuya Takeda                                                       | Sadatomo Matsudaira                                                  | akagumi   |
| 41       | 31. Dezember 1990 | Yoshiko Mita                                                         | Toshiyuki Nishida                                                    | Sadatomo Matsudaira                                                  | shirogumi |
| 42       | 31. Dezember 1991 | Yūko Ayano                                                           | Masaaki Sakai                                                        | Shizuo Yamakawa                                                      | akagumi   |
| 43       | 31. Dezember 1992 | Hikari Ishida                                                        | Masaaki Sakai                                                        | Shizuo Yamakawa                                                      | shirogumi |
| 44       | 31. Dezember 1993 | Hikari Ishida                                                        | Masaaki Sakai                                                        | Miyuki Morita                                                        | shirogumi |
| 45       | 31. Dezember 1994 | Emiko Kaminuma                                                       | Ichiro Furutachi                                                     | Yasuo Miyakawa                                                       | akagumi   |
| 46       | 31. Dezember 1995 | Emiko Kaminuma                                                       | Ichiro Furutachi                                                     | Ryūji Miyamoto und Mitsuyo Kusano                                    | shirogumi |
| 47       | 31. Dezember 1996 | Takako Matsu                                                         | Ichiro Furutachi                                                     | Ryūji Miyamoto und Mitsuyo Kusano                                    | shirogumi |
| 48       | 31. Dezember 1997 | Akiko Wada                                                           | Masahiro Nakai                                                       | Ryūji Miyamoto                                                       | shirogumi |
| 49       | 31. Dezember 1998 | Junko Kubo                                                           | Masahiro Nakai                                                       | Ryūji Miyamoto                                                       | akagumi   |
| 50       | 31. Dezember 1999 | Junko Kubo                                                           | Nakamura Kankurō V                                                   | Ryūji Miyamoto                                                       | shirogumi |
| 51       | 31. Dezember 2000 | Junko Kubo                                                           | Motoya Izumi                                                         | Ryūji Miyamoto                                                       | akagumi   |
| 52       | 31. Dezember 2001 | Yumiko Udō                                                           | Wataru Abe                                                           | Tamio Miyake                                                         | shirogumi |
| 53       | 31. Dezember 2002 | Yumiko Udō                                                           | Wataru Abe                                                           | Tamio Miyake                                                         | akagumi   |
| 54       | 31. Dezember 2003 | Yumiko Udō und Takako Zenba                                          | Wataru Abe und Tetsuya Takayama                                      | Tōko Takeuchi                                                        | shirogumi |
| 55       | 31. Dezember 2004 | Fumie Ono                                                            | Wataru Abe                                                           | Masaaki Horio                                                        | akagumi   |
| 56       | 31. Dezember 2005 | Mino Monta, Motoyo Yamane, Yukie Nakama und Koji Yamamoto (gemischt) | Mino Monta, Motoyo Yamane, Yukie Nakama und Koji Yamamoto (gemischt) | Mino Monta, Motoyo Yamane, Yukie Nakama und Koji Yamamoto (gemischt) | shirogumi |
| 57       | 31. Dezember 2006 | Yukie Nakama                                                         | Masahiro Nakai                                                       | Tamio Miyake und Megumi Kurosaki                                     | shirogumi |
| 58       | 31. Dezember 2007 | Masahiro Nakai                                                       | Tsurube Shōfukutei                                                   | Kazuya Matsumoto und Miki Sumiyoshi                                  | shirogumi |
| 59       | 31. Dezember 2008 | Yukie Nakama                                                         | Masahiro Nakai                                                       | Kazuya Matsumoto                                                     | shirogumi |
| 60       | 31. Dezember 2009 | Yukie Nakama                                                         | Masahiro Nakai                                                       | Wataru Abe                                                           | shirogumi |
| 61       | 31. Dezember 2010 | Nao Matsushita                                                       | Arashi                                                               | Wataru Abe                                                           | shirogumi |
| 62       | 31. Dezember 2011 | Mao Inoue                                                            | Arashi                                                               | Wataru Abe                                                           | akagumi   |
| 63       | 31. Dezember 2012 | Maki Horikita                                                        | Arashi                                                               | Yumiko Udō                                                           | shirogumi |
| 64       | 31. Dezember 2013 | Haruka Ayase                                                         | Arashi                                                               | Yumiko Udō                                                           | shirogumi |
| 65       | 31. Dezember 2014 | Yuriko Yoshitaka                                                     | Arashi                                                               | Yumiko Udō                                                           | shirogumi |
| 66       | 31. Dezember 2015 | Haruka Ayase                                                         | Yoshihiko Inohara                                                    | Tetsuko Kuroyanagi                                                   | akagumi   |
| 67       | 31. Dezember 2016 | Kasumi Arimura                                                       | Masaki Aiba                                                          | Shin’ichi Takeda                                                     | akagumi   |
| 68       | 31. Dezember 2017 | Kasumi Arimura                                                       | Kazunari Ninomiya                                                    | Teruyoshi Uchimura und Maho Kuwako                                   | shirogumi |
| 69       | 31. Dezember 2018 | Suzu Hirose                                                          | Shō Sakurai                                                          | Teruyoshi Uchimura und Maho Kuwako                                   | shirogumi |
| 70       | 31. Dezember 2019 | Haruka Ayase                                                         | Shō Sakurai                                                          | Teruyoshi Uchimura und Mayuko Wakuda                                 | shirogumi |
| 71       | 31. Dezember 2020 | Fumi Nikaidō                                                         | Yō Ōizumi                                                            | Teruyoshi Uchimura und Maho Kuwako                                   | akagumi   |
| 72       | 31. Dezember 2021 | Haruna Kawaguchi                                                     | Yō Ōizumi                                                            | Mayuko Wakuda                                                        | akagumi   |
| 73       | 31. Dezember 2022 | Kanna Hashimoto                                                      | Yō Ōizumi                                                            | Shō Sakurai und Maho Kuwako                                          | shirogumi |
| 74       | 31. Dezember 2023 | Kanna Hashimoto und Minami Hamabe                                    | Hiroiki Ariyoshi                                                     | Kōzō Takase                                                          | akagumi   |
| 75       | 31. Dezember 2024 | Kanna Hashimoto und Sairi Itō                                        | Hiroiki Ariyoshi                                                     | Naoko Suzuki                                                         | shirogumi |